# The Gateway of the Moon
The Gateway of the Moon (Brasil: Inferno Verde ) é um filme mudo norte-americano do gênero drama, dirigido por John Griffith Wray. Lançado em 1928, foi protagonizado por Dolores del Rio e Walter Pidgeon.

## Enredo
Arthur Wyatt, um condutor ferroviário norte-americano, está perdido na selva amazônica, na América do Sul. Ele é resgatado por Chela, a linda princesa de uma tribo indígena.

## Elenco
- Dolores del Río ... Chela (Toni)
- Walter Pidgeon ... Arthur Wyatt
- Leslie Fenton ... Jim Mortlake